# Tennōji-ku
Tennōji (天王寺区, Tennōji-ku) est l'un des vingt-quatre arrondissements de la ville d'Osaka au Japon. Il est situé au centre de la ville.
En 2015, sa population est de 74 995 habitants pour une superficie de 4,84 km2, ce qui fait une densité de population de 15 490 hab./km2.

## Origine du nom
Tennōji tire son nom du temple Shi Tennō-ji, situé dans l'arrondissement.

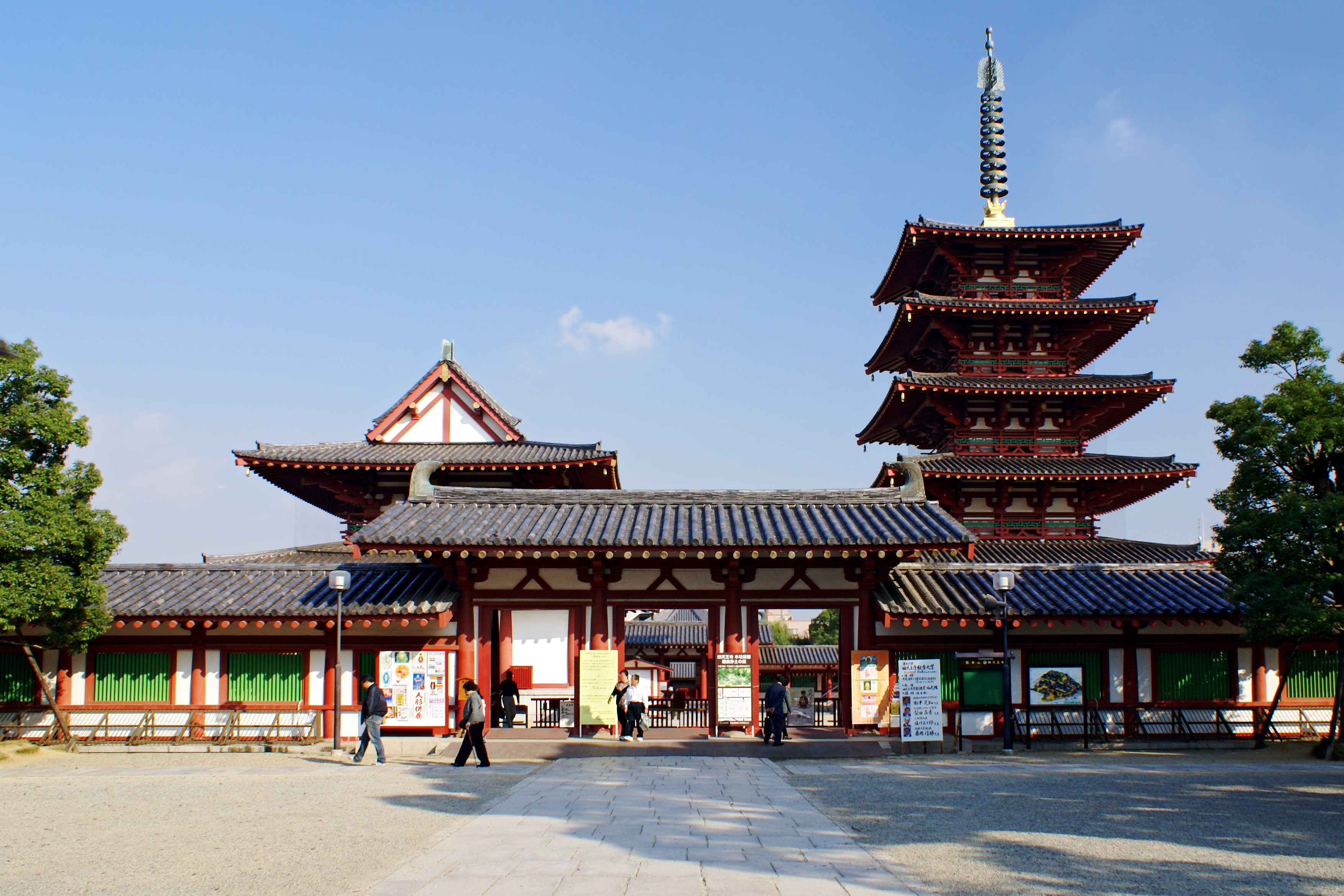
Temple Shi Tennō-ji.

## Endroits et bâtiments notables
- Zoo de Tennoji
- Parc de Tennoji
- Shi Tennō-ji
- Lycée Shimizudani
- Isshin-ji
- Jardin Keitaku

## Transport publics
L'arrondissement est desservi par les lignes de métro Tanimachi, Midōsuji, Sennichimae et Nagahori Tsurumi-ryokuchi, par les lignes de train des compagnies JR West et Kintetsu, et par le tramway d'Osaka.